# マティルデ・フォン・ザクセン
マティルデ・フォン・ザクセン（ドイツ語: Mathilde von Sachsen, 1863年3月19日 - 1933年3月27日）は、ドイツ・ザクセン王国の王族。最後のザクセン王フリードリヒ・アウグスト3世の姉。全名はマティルデ・マリー・アウグステ・ヴィクトリエ・レオポルディーネ・カロリーネ・ルイーゼ・フランツィスカ・ヨーゼファ（Mathilde Marie Auguste Viktorie Leopoldine Karoline Luise Franziska Josepha Prinzessin von Sachsen, Herzogin zu Sachsen）。

## 生涯
ザクセン王ゲオルクとその妃でポルトガル女王マリア2世の娘であるマリア・アナの間の第3子、三女として生まれた。娘時代のマティルデは物静かで思いやり深い王女だったが、お世辞にも容姿に恵まれているとは言い難かった。父はマティルデをオーストリア皇帝フランツ・ヨーゼフ1世の一人息子ルドルフ皇太子と結婚させようと画策したが、ルドルフはマティルデを拒んで1881年にベルギー王女ステファニーを娶った。
その後、こじれたザクセン王家とオーストリア皇帝家との関係を改善すべく、マティルデと妹のマリア・ヨーゼファと、フランツ・ヨーゼフ皇帝の弟カール・ルートヴィヒ大公の2人の息子、フランツ・フェルディナント大公とオットー大公との間の二重の縁組が計画された。マリア・ヨーゼファとオットー大公の結婚は1886年に実現したものの、フランツ・フェルディナント大公はマティルデに興味を示さず、ゾフィー・ホテク伯爵夫人との貴賤結婚に走ったので、両家の関係は再びこじれた。
マティルデは花婿候補たちに何度も拒絶されたことに深く傷つき、意地悪で怒りっぽい性格になった。またみじめさを忘れるためにアルコールに手を出し、「蒸留酒好きのマティルデ（Schnapps-Mathilde）」と揶揄された。マティルデはザクセン王家の人々とたびたび衝突して困らせ、結果としてザクセン王国の人々から最も嫌われる王族となってしまった。
マティルデはアマチュア画家としての才能も示し、1890年から1901年までアルフレート・ディーテ（Alfred Diethe）という画家に師事した。マティルデの作品のうち、ピルニッツ宮殿の風景や宮廷生活の様子を描いた何点かは版画として刷られたり、絵葉書にされた。これらの売り上げは慈善事業に寄付された。1933年に70歳で亡くなり、ドレスデンにあるカトリック宮廷教会の新霊廟に葬られた。